# 蛆

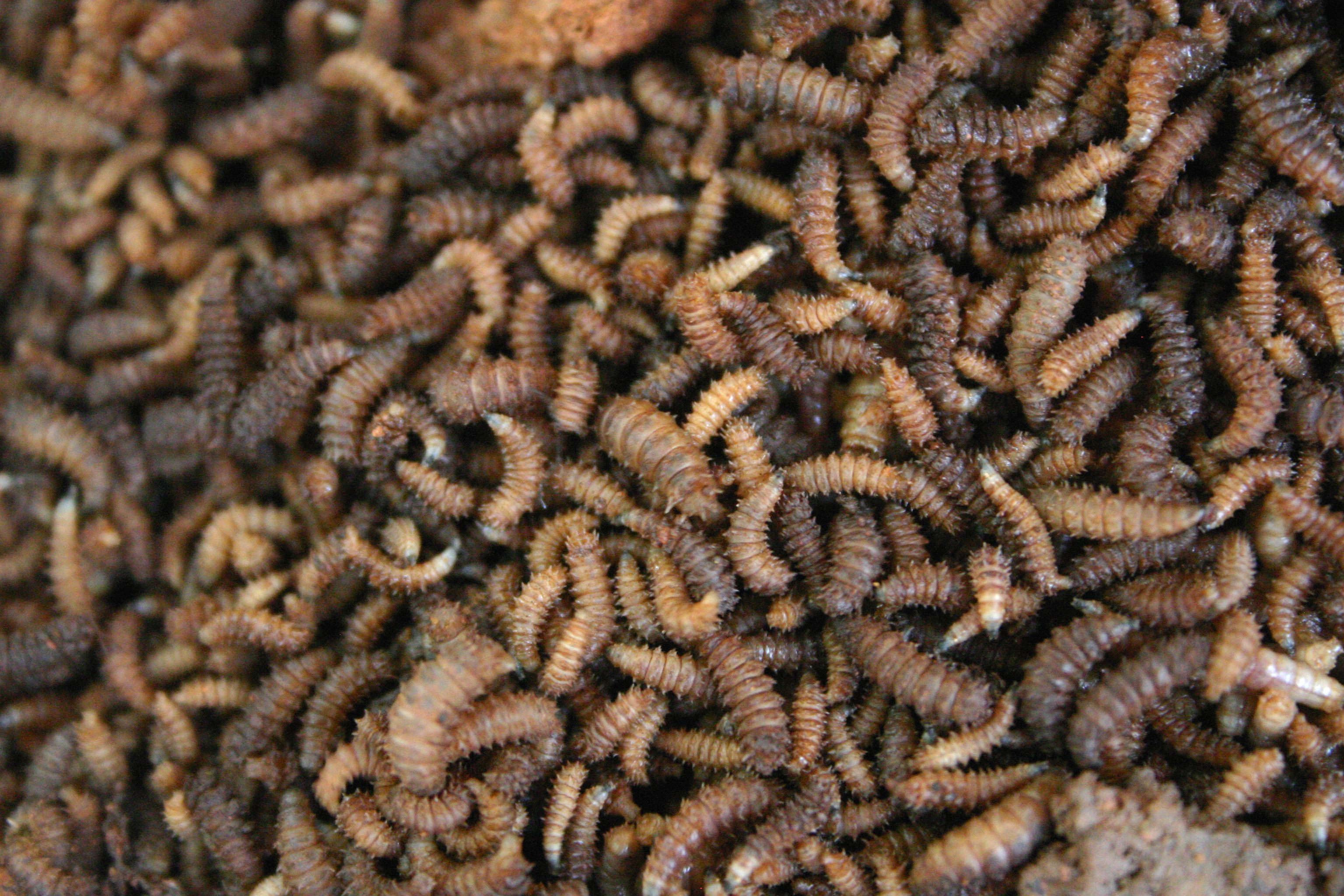
在一頭死亡多日的南非豪豬身上進食的蛆群

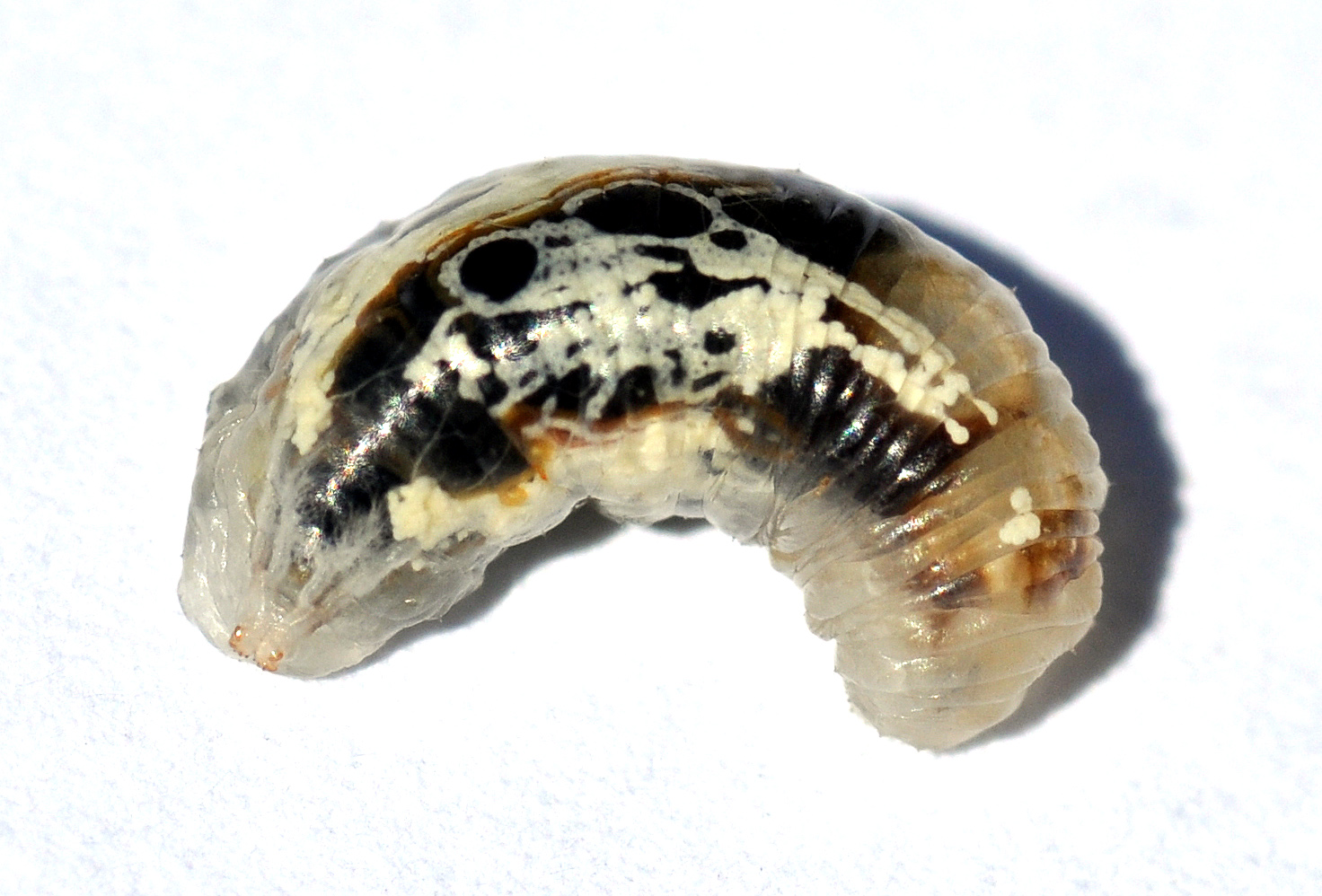
食蚜蠅幼蟲。和多數腐食性的蛆不同的是，食蚜蠅的蛆多是捕食性動物，以蚜蟲等昆蟲為食，因此常被視為可用於生物防治的益蟲

蛆或蛆蟲，是普遍對雙翅目下蠅類幼蟲的統稱，是卵變成蛹之前的必經階段，此階段中蛆只進食而不排泄，是生態系統中極高效的分解者。
家蝇的幼虫，廣東亦稱「屎蟲」，因其常見於旱廁糞便。

## 醫療
蛆療法（maggot therapy）源自於英國，是一種以無菌的蛆來幫助人類療傷的新型醫療技術。某些疾病如糖尿病，其患者的傷口不易癒合，甚至得面臨截肢的命運，而蛆療法是此類患者的福音。醫生會根據傷口大小判斷需要多少蛆，將蛆植入傷口表面後以醫療用膠帶貼上，蛆在傷口上只會將腐肉啃食乾淨，而不會傷到健康的肌肉，且蛆不會在傷口裡排泄，但必須在蛆化成蛹之前將其取出。
但是這療法不見得每位患者能適用，採用此療法之前醫師會問患者是否能克服對蛆產生心理恐懼的障礙，如果患者能確定自己可以克服並採用此療法進行治療，醫師才會執行。

## 食用
河北人食用蝇蛆，云南哈尼人有道菜叫“肉芽”，即以蝇蛆為材料。

## 延伸阅读
[在维基数据编辑]
 《欽定古今圖書集成·博物彙編·禽蟲典·蛆部》，出自陈梦雷《古今圖書集成》